# Derek Nguyen
Derek Nguyen là nhà làm phim, nhà biên kịch người Mỹ gốc Việt, được biết đến nhiều nhất với bộ phim 2016 Cô hầu gái, được quay tại Việt Nam và sản xuất bởi CJ E&M Film Division, HKFilm và Timothy Linh Bùi.

## Phim
- Futurestates: Mr. Green (2010, ngắn) – Nhà sản xuất liên kết
- The Potential Wives of Norman Mao (2011, ngắn) – Biên kịch, Đạo diễn, Nhà sản xuất liên kết
- Addicted to Fresno (2015) – Nhà sản xuất liên kết
- Cô hầu gái (2016) – Biên kịch, Nhà sản xuất liên kết
- Lovesong (2016) – Nhà sản xuất liên kết
- Buster's Mal Heart (2016) – Nhà sản xuất liên kết
- The Tale (2018) – Nhà sản xuất liên kết
- The Long Dumb Road (2018) – Nhà sản xuất liên kết
- Catch the Fair One (2021) – Giám đốc sản xuất
- The Resemblance (2022, ngắn) – Biên kịch, Đạo diễn[1]

## Giải thưởng
- 1998–99 Van Lier Emerging Artists of Color Playwriting Fellowship tại New York Theatre Workshop[2]
- 1999 Y2K New Voices Play Competition Winner tại East West Players
- 2003 Edgar Award Nomination for Best Full-Length Play (Monster)[3]
- 2004 New York Foundation for the Arts Fellowship[4]
- 2004 Sundance Institute’s Screenwriters Lab[5]
- 2006 Urban Artist Initiative Screenwriting Grant[6]
- 2009 New York Innovative Theatre Awards Winner. Best Production of a Play, Best Director, and Best Featured Actress for Lee/gendary (Writer)[7]
- 2013 Center for Asian American Media (CAAM) Fellowship[8]
- 2020 The Starfish Accelerator Fellowship[9][10]
- 2022 Future Gold Film Fellowship, trao bởi Tribeca Studios, Netflix, và Gold House[11]